# Partido Baaz Árabe Socialista
El Partido Árabe Socialista Baaz (en árabe Ḥizb al-Baʿth al-ʿArabī al-Ishtirākī), también transcrito como Ba'th,  fue un partido político fundado en Siria por Michel Aflaq, Salah al-Din al-Bitar y asociados de Zaki al-Arsuzi. El partido defendía el Baazismo, una ideología que mezcla intereses nacionalistas árabes, panárabes, socialistas árabes y antiimperialistas. El Baazismo exige la unificación del mundo árabe en un solo Estado. Su lema "Unidad, Libertad, Socialismo" se refiere a la unidad árabe y libertad de control sobre el territorio, así como a la no injerencia por parte de Estados (u otros agentes) no árabes.
El partido fue fundado por la fusión del Movimiento Baaz Árabe, liderado por ʿAflaq y al-Bitar, y el Baaz Árabe, liderado por al-ʾArsūzī, el 7 de abril de 1947 como el Partido Baaz Árabe. El partido estableció rápidamente filiales en otros países árabes, aunque sólo mantendría el poder en Irak y Siria. En 1952, el Partido Baaz Árabe se fusionó con el Movimiento Socialista Árabe, liderado por Akram al-Hawrani, para formar el Partido Baaz Socialista Árabe. El partido recién formado tuvo un éxito relativo y se convirtió en el segundo partido más grande del parlamento sirio en las elecciones de 1954. Así, tanto el Partido Baaz como el Partido Comunista alcanzarían pleno protagonismo en la política nacional, promoviendo desde ese momento un panarabismo que se materializó en un acuerdo de confederación con Egipto y condujo al establecimiento de la República Árabe Unida (RAU): la unión de Egipto y Siria en 1958. Esta unión no tuvo éxito y se disolvió tras el golpe de Estado sirio de 1961.
Tras la desintegración de la RAU, se reconstituyó el Partido Baaz. Sin embargo, durante el período de la RAU, los activistas militares establecieron el Comité Militar que tomó el control del Partido Baath de las manos civiles. Mientras tanto, en Irak, la rama local del Partido Baath había tomado el poder orquestando y liderando la Revolución del Ramadán, sólo para perder el poder un par de meses después. El Comité Militar, con el consentimiento de Aflaq, tomó el poder en Siria en el golpe de Estado sirio de 1963.
Rápidamente se desarrolló una lucha de poder entre la facción civil liderada por ʿAflaq, al-Bitar y Munīf ar-Razzāz y el Comité Militar liderado por Salah Jadid y Hafez al-Assad. A medida que las relaciones entre las dos facciones se deterioraron, el Comité Militar inició el golpe de Estado sirio de 1966, que derrocó al Comando Nacional dirigido por al-Razzāz, ʿAflaq y sus partidarios. El golpe de 1966 dividió al Partido Baath entre el Partido Baath dominado por los iraquíes y el Partido Baath dominado por los sirios. En la actualidad, no existen estados ni regímenes baazistas: el último de ellos desapareció tras la caída en Siria del régimen de Bashar al-Ásad el 8 de diciembre de 2024.

## Historia
El partido fue fundado el 7 de abril de 1947 como el Partido Ba'ath Árabe por Michel Aflaq (un cristiano ortodoxo de Antioquía), Salah al-Din al-Bitar (un musulmán sunita) y los seguidores de Zaki al-Arsuzi (un alauita que luego se convirtió en ateo) en Damasco, Siria, lo que llevó al establecimiento de la rama regional siria.  A finales de la década de 1940 y principios de la de 1950 se establecieron otras filiales regionales en todo el mundo árabe, entre otros en Irak,  Yemen y Jordania.  A lo largo de su existencia, el Comando Nacional (el organismo responsable de los asuntos de todos los países árabes) prestó la mayor atención a los asuntos sirios.  El 2º Congreso Nacional se reunió en junio de 1954 y eligió un Comando Nacional de siete hombres; Aflaq, Bitar y Akram al-Hawrani fueron elegidos para representar a la rama regional siria, mientras que Abdullah Rimawi y Abdallah Na'was fueron elegidos para representar a la rama jordana.  El congreso de 1954 se destaca por sancionar la fusión del Movimiento Socialista Árabe y el Partido Baath, que tuvo lugar en 1952.

La rama regional siria saltó a la fama en las décadas de 1940 y 1950; en las elecciones parlamentarias de 1954, la rama regional siria ganó 22 escaños en el parlamento, convirtiéndose en el segundo partido más grande del país. El 90 por ciento de los miembros del Partido Baas que se presentaron a las elecciones fueron elegidos para el Parlamento.  El fracaso de los partidos tradicionales, representados por el Partido Popular y el Partido Nacional, fortaleció la credibilidad pública del Partido Baaz. Gracias a este cargo, el partido logró incorporar a dos de sus miembros al gabinete: Bitar fue nombrado Ministro de Asuntos Exteriores y Khalil Kallas se convirtió en Ministro de Economía.  Su nueva y fortalecida posición fue utilizada con éxito para conseguir apoyo para la fusión de Siria con el Egipto de Gamal Abdel Nasser, lo que condujo al establecimiento de la República Árabe Unida (RAU) en 1958.

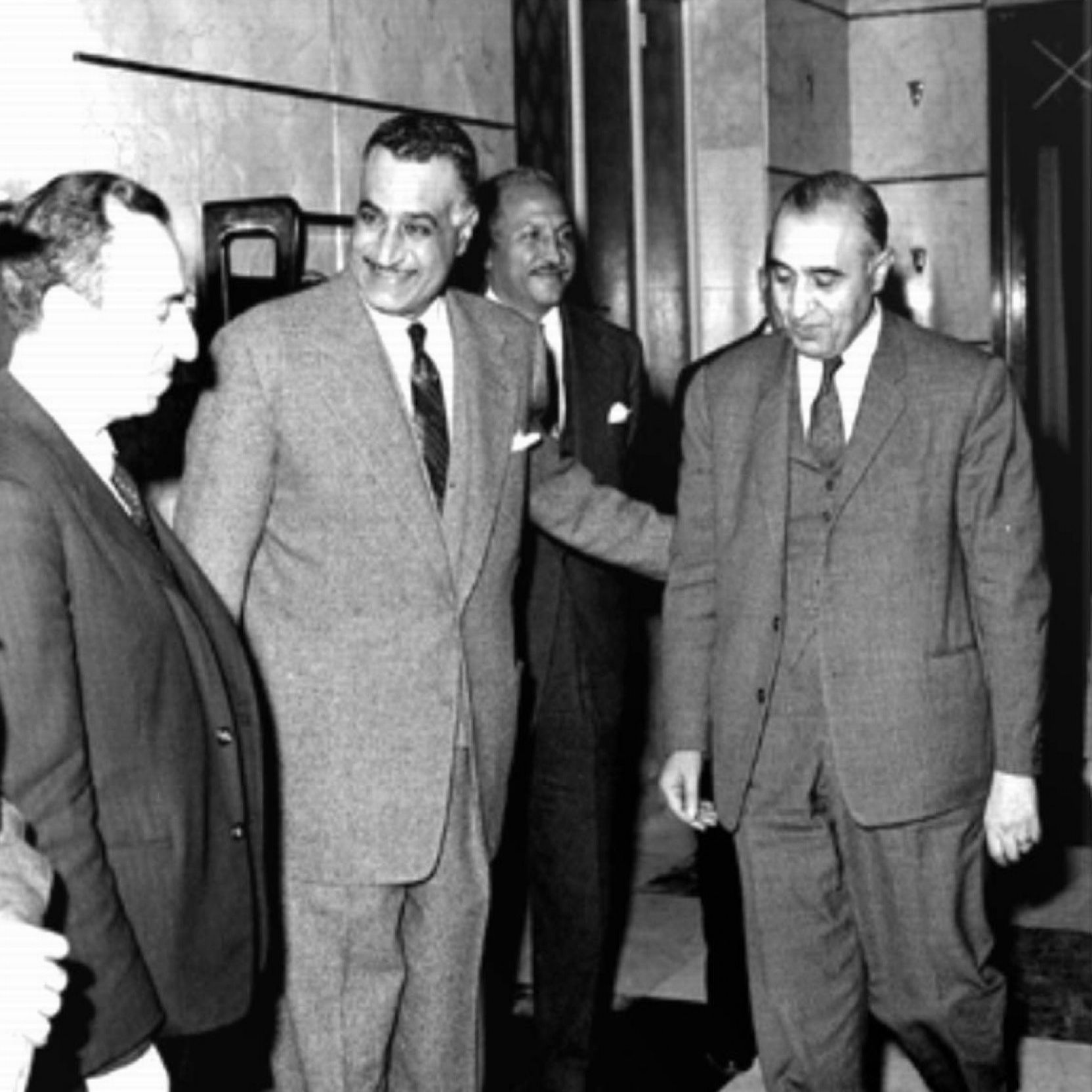
Michel Aflaq (izquierda) y Salah al-Din Bitar (derecha) con el presidente egipcio Gamal Abdel Nasser (centro) en 1958. Los tres líderes fueron los principales defensores de una unión panárabe.

El 24 de junio de 1959, Fuad al-Rikabi, secretario regional de la rama regional iraquí, acusó al Comando Nacional de traicionar los principios nacionalistas árabes al conspirar contra la RAU.  A la luz de estas críticas, el Baaz convocó el Tercer Congreso Nacional, celebrado del 27 de agosto al 1 de septiembre de 1959, al que asistieron delegados de Irak, Líbano, Jordania, Arabia del Sur, el Golfo, el "Sur árabe", el "Magreb árabe", Palestina y organizaciones estudiantiles del Partido en universidades árabes y otras.  El congreso se destaca por respaldar la disolución de la rama regional siria, que había sido decidida por Aflaq y Bitar sin consulta interna al partido en 1958,  y por expulsar a Rimawi, el secretario regional de la rama regional jordana. Rimawi reaccionó a su expulsión formando su propio partido, el Partido Baaz Socialista Revolucionario Árabe, que estableció un Comando Nacional rival para competir con el original.  El Comando Nacional respondió a los problemas en Irak nombrando un Comando Regional Temporal el 2 de febrero de 1960, que nombró a Talib El-Shibib como Secretario Regional,  y el 15 de junio de 1961 el Comando Nacional expulsó a Rikabi del partido.
En Irak, la rama regional iraquí había apoyado la toma del poder por parte de Abd al-Karim Qasim y la consiguiente abolición de la monarquía iraquí.  Los baazistas iraquíes apoyaron a Qasim con el argumento de que creían que haría que Irak entrara en la RAU, ampliando así la república nacionalista árabe. Sin embargo, se demostró que era una artimaña y, tras tomar el poder, Qasim lanzó una política de “Irak primero”.  En represalia, el Partido Baaz intentó asesinar a Qasim en febrero de 1959, pero la operación, en la que estaba involucrado un joven Saddam Hussein, fracasó.  Qasim fue derrocado en la Revolución de Ramadán liderada por el joven oficial baazista Ahmed Hassan al-Bakr ; durante mucho tiempo se sospechó que contaba con el apoyo de la Agencia Central de Inteligencia estadounidense (CIA),   sin embargo, documentos contemporáneos pertinentes relacionados con las operaciones de la CIA en Irak han permanecido clasificados por el gobierno de los EE. UU.,   aunque está documentado que los baazistas iraquíes mantuvieron relaciones de apoyo con funcionarios estadounidenses antes, durante y después del golpe.  La rama regional iraquí, cuando tomó el poder, estaba tan dividida por el faccionalismo que sus supuestos aliados lanzaron un contragolpe que los obligó a abandonar el poder en noviembre de 1963. 
El 4º Congreso Nacional, celebrado en agosto de 1960, criticó a los dirigentes de Aflaq y Bitar, pidió el restablecimiento de la rama regional siria y restó importancia al compromiso del partido con el nacionalismo árabe, al tiempo que destacó más el carácter socialista del partido.   Un año después, durante el nadir de la RAU en Siria, el general sirio Abd al-Karim al-Nahlawi lanzó un golpe de estado el 28 de septiembre de 1961, que condujo al restablecimiento de la República Árabe Siria. 

### El gobierno en Siria, las luchas internas, el golpe de Estado de 1966 y la división: 1963-1966
Los desafíos de construir un estado baasista dieron lugar a un considerable debate ideológico y a luchas internas dentro del partido.  La rama regional iraquí estaba cada vez más dominada por el autodenominado marxista Ali Salih al-Sa'di. Al-Sa'di fue apoyado en su reorientación ideológica por Hammud al-Shufi, el secretario regional de la rama regional siria;  Yasin al-Hafiz, uno de los pocos teóricos ideológicos del partido; y por ciertos miembros del Comité Militar secreto.  El ala marxista ganó nuevo terreno en el VI Congreso Nacional (celebrado en octubre de 1963), en el que las secciones regionales iraquí y siria pidieron el establecimiento de una "planificación socialista",  " granjas colectivas dirigidas por campesinos", "control democrático obrero de los medios de producción", y otras demandas que reflejaban una cierta emulación del socialismo de estilo soviético. Aflaq, enojado por esta transformación de su partido, mantuvo un papel de liderazgo nominal, pero el Comando Nacional en su conjunto quedó bajo el control de los radicales. 
En 1963, el Partido Baaz tomó el poder en Siria y desde entonces funcionó como el único partido político sirio oficialmente reconocido, pero el faccionalismo y las divisiones dentro del partido llevaron a una sucesión de gobiernos diferentes y nuevas constituciones.  El 23 de febrero de 1966, un golpe de Estado dirigido por Salah Jadid, el jefe informal del Comité Militar, derrocó al gabinete de Aflaq y Bitar.  El golpe surgió de la rivalidad entre facciones del bando "regionalista" (qutri) de Jadid, que promovía ambiciones para una Gran Siria, y la facción tradicionalmente más panárabe que estaba en el poder entonces, la facción "nacionalista" (qawmi).  Se consideraba que los partidarios de Jadid eran más de izquierdas que Aflaq y sus pares.  Varios de los oponentes de Jadid lograron escapar y huyeron a Beirut, Líbano.  Jadid llevó al partido hacia una dirección más radical. Aunque él y sus partidarios no habían firmado la línea victoriosa de extrema izquierda en el VI Congreso del Partido, ahora habían pasado a adoptar sus posiciones.  La facción moderada, anteriormente liderada por Aflaq y al-Bitar, fue purgada del partido. 
Aunque tardó algunos años, el golpe de 1966 dio lugar a la creación de dos Comandos Nacionales en competencia, uno dominado por los sirios y otro por los iraquíes.  Sin embargo, tanto en Irak como en Siria, el Comando Regional se convirtió en el verdadero centro del poder del partido, y la membresía del Comando Nacional pasó a ser una posición en gran medida honoraria, a menudo el destino de figuras que estaban siendo expulsadas del liderazgo.  Una consecuencia de la división fue que Zaki al-Arsuzi tomó el lugar de Aflaq como el padre oficial del pensamiento baazista en el movimiento Baaz pro sirio, mientras que el movimiento Baaz pro iraquí todavía consideraba a Aflaq el padre de iure del pensamiento baazista.

## Organización
La estructura organizativa del Partido Baaz fue creada en el 2º Congreso Nacional (1954) modificando el Reglamento Interno del partido ( An-Nidhāmu-d-Dākhilī ), que había sido previamente aprobado en el 1er Congreso Nacional del partido (1947). La estructura organizativa iba de arriba a abajo, y a los miembros se les prohibía iniciar contactos entre grupos del mismo nivel de la organización, es decir, todos los contactos tenían que pasar por un nivel de mando superior. 

### Organización nacional
El Comando Nacional era el órgano de gobierno del partido entre las sesiones del Congreso Nacional y estaba encabezado por un Secretario General.  Entre los Congresos Nacionales, el Comando Nacional era responsable ante el Consejo Consultivo Nacional (en árabe: al-majlis al-istishari al-qawmi).  El Consejo Consultivo Nacional era un foro integrado por representantes de las secciones regionales del partido. Sin embargo, el número de miembros del Consejo Consultivo Nacional se decidió en función del tamaño de la rama regional.  El Congreso Nacional eligió el Comando Nacional, el Tribunal Nacional, órgano de disciplina del partido, y al Secretario General, líder del partido. Los delegados del congreso determinaron las políticas y procedimientos del partido. 
Antes de 1954, el partido estaba gobernado por el Comité Ejecutivo, pero este órgano, junto con otros también, fue reemplazado en el II Congreso Nacional en 1954. En la jerga baazista, "Nación" significa la Nación Árabe, por eso, el Comando Nacional formó el más alto consejo de formulación de políticas y coordinación para el movimiento Baaz en todo el mundo árabe. El Comando Nacional tenía varias oficinas, similares a las del Comando Regional.  Las sesiones del Comando Nacional se celebraban mensualmente. De éstas, la Oficina de Enlaces Nacionales era responsable de mantener el contacto con las Secciones Regionales del partido. 

### Organización regional
Una "región" ( quṭr ), en el lenguaje baazista, es un estado árabe, por ejemplo, Siria, Irak o Líbano.  El uso del término región reflejó la negativa del Partido a reconocer a estos países como estados-nación separados.  El Congreso Regional, que reunía a todas las ramas provinciales, era la máxima autoridad de la región y elegía un Comando Regional, la dirección del partido en una región específica; el Tribunal Regional, el organismo responsable de la inspección disciplinaria; y un Secretario Regional, el líder regional del partido. El Congreso Regional estuvo integrado por delegados de las filiales provinciales; otros miembros asistieron, pero como observadores.  El Congreso Regional era responsable de evaluar el desempeño del partido desde el último Congreso Regional, al mismo tiempo que formulaba nuevas políticas para el siguiente período, que duraría hasta la celebración del siguiente Congreso Regional. La duración de este período fue decidido por el Comando Regional.  El Comando Regional, al igual que el Comando de Sección, operaba a través de oficinas y se reunía en sesiones semanales.
Por debajo de los Comandos Regionales había ramas.  La sucursal estaba por encima de la subsucursal; comprendía al menos dos a cinco subsucursales  y operaba a nivel provincial.  La rama celebraba periódicamente un congreso en el que elegía un Comando y un Secretario (líder).  El Comando operaba a través de oficinas, como la Oficina de los Trabajadores y la Oficina del Secretariado. El nivel de subramas estaba constituido por tres a cinco secciones "y era el nivel más bajo del partido que celebraba un congreso periódico".  Algunas subramas eran independientes de la autoridad central y elegían su propio Comando y secretarios, mientras que otras subramas estaban incorporadas a las ramas.  En este último caso, el secretario de la subsede sería designado por la subsede superior. 
Una sección, que comprendía de dos a cinco divisiones, funcionaba a nivel de un gran barrio de la ciudad, una ciudad o un distrito rural.  Elegía su propio comando, compuesto de cinco miembros, pero la subrama designaba al secretario del comando.  Debajo de la sección había divisiones. Una división comprendía de dos a siete círculos, controlados por un comandante de división.  El nivel más bajo era el círculo. Estaba compuesto de tres a siete miembros, constituyendo la unidad organizativa básica.  Grupos baazistas de este tipo aparecieron en toda la burocracia y en el ejército. Funcionaban como los guardianes del Partido y eran una forma eficaz de vigilancia encubierta dentro de una administración pública. 
La Organización Militar estaba formada por ramas similares a las del sector civil del Baaz. Sin embargo, a diferencia del sector civil, la Organización Militar estaba controlada por una Oficina Militar separada y celebraba Congresos Militares periódicos. La Organización Militar y la Organización Civil convergieron en el Congreso Regional. 

### Afiliación
Existían tres tipos de categorías de membresía en el Partido Baaz: miembro activo (árabe: udw ämil), miembro aprendiz (árabe: udw mutadarrib) y simpatizante (árabe: firqa). Un miembro activo tenía que asistir a todas las reuniones formales de la unidad de su partido, se le otorgaba el derecho a votar en las elecciones del partido,  y podía postularse para un cargo del partido. En la rama regional siria, un miembro tenía que pasar 18 meses como simpatizante para ser promovido al estado de aprendiz, y luego esperar otros 18 meses para ser promovido al estado de miembro activo.

## Ideología y política

### El Baaz fundacional: 1947-1960

#### La Nación árabe

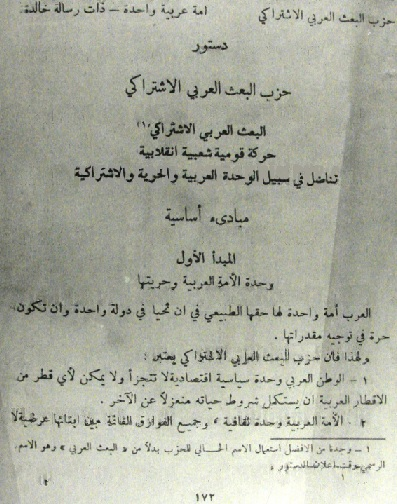
Parte de la constitución del Partido Baaz de 1947

Durante más de dos décadas, la compilación de ensayos de Michel Aflaq titulada " Fi Sabil al-Ba'ath " (traducción: "El camino hacia el Renacimiento") fue el principal libro ideológico del partido Ba'ath. La obra fue publicada por Aflaq en 1940. Desde sus inicios, el partido fue una manifestación del pensamiento nacionalista árabe y se autodenominaba "El Partido de la Unidad Árabe".  Las tendencias panárabes del predecesor del partido, el Movimiento Baaz Árabe, se fortalecieron entre 1945 y 1947 con el reclutamiento de miembros del Baaz Árabe de Zaki al-Arsuzi. El primer artículo de la constitución del partido establecía que: “…los árabes forman una nación. Esta nación tiene el derecho natural a vivir en un solo Estado. [Como tal,] la patria árabe constituye una unidad política y económica indivisible. Ningún árabe puede vivir separado de los demás”. 
Para expresar su sincera creencia en el nacionalismo árabe, Aflaq acuñó el término "una nación árabe con un mensaje eterno".  La ideología del partido, y el Baazismo en general, no se basaba en conceptos como la pureza de la raza árabe o el chovinismo étnico, sino en conceptos idealistas tomados de la era de la Ilustración.  Según la autora Tabitha Petran, el principio básico de la ideología del partido era: 

... que la nación árabe es una entidad permanente en la historia. La nación árabe es considerada, filosóficamente hablando, no como una formación social y económica, sino como un hecho trascendente que inspira diferentes formas, siendo una de sus más altas contribuciones la del Islam. No fue el Islam el que modeló a los pueblos de Arabia, la Media Luna Fértil y el Norte de África, dotándolos de valores islámicos, especialmente la lengua y la cultura árabes, sino la nación árabe la que creó el Islam. Esta concepción de la nación árabe potencia implícitamente la contribución árabe a la historia. Por otra parte, la decadencia árabe puede superarse mediante una acción purificadora y espiritual, no religiosa sino moral.

#### Campesinos y obreros
Los primeros partidos Baaz prestaron poca atención a los problemas que enfrentaban los campesinos y los trabajadores.  Como señala el historiador Hanna Batatu, "Aflaq tenía una visión básicamente urbana. Los campesinos nunca constituyeron un objeto de su especial preocupación. En sus escritos apenas hay una expresión de interés concentrado en los agricultores del país".  Si bien en algunas de las obras de Aflaq se menciona a los campesinos y los problemas que enfrentaban, apenas se les dio profundidad.  Aflaq nunca expresó una enemistad explícita hacia los terratenientes tradicionales. Cuestiones como éstas sólo cobrarían relevancia cuando Akram al-Hawrani se convirtió en una figura destacada del partido y cuando los "Baazistas de transición" tomaron el poder.  De los cuatro miembros del 1er Comité Ejecutivo, Wahib al-Ghanim fue el único que prestó mucha atención a los problemas de los campesinos y los trabajadores, ya que los otros miembros (Aflaq, Salah al-Din al-Bitar y Jalil al-Sayyide) tenían una educación de clase media y defendían valores de clase media.
La organización inicial del partido nunca logró un gran apoyo en las zonas rurales. De hecho, en el congreso fundacional del partido sólo estuvieron presentes un campesino y un obrero entre los 217 delegados. La mayoría de los delegados eran profesores de escuela o estudiantes que asistían a universidades.  Cuando el Partido Socialista Árabe (ASP) de Akram al-Hawrani se fusionó con el Partido Baaz, la mayoría de los miembros del ASP de origen campesino no se unieron al Partido Baaz, sino que se convirtieron en seguidores personales de Hawrani.  Sin embargo, la mayoría de los miembros del Baaz procedían de familias rurales.  El "Baaz de Transición", que surgió de la disolución de la Rama Regional Siria (1958) y del Comité Militar, tenía una visión, una política y una ideología más rurales.

#### "Unidad, Libertad, Socialismo"
El lema “ Unidad, Libertad, Socialismo ” es el principio clave del pensamiento baazista.  La unidad defendía la creación de una nación árabe fuerte e independiente. La libertad no significaba democracia liberal, sino más bien libertad de la opresión colonial y libertad de expresión y de pensamiento.  Aflaq creía que el Partido Baaz, al menos en teoría, gobernaría y guiaría al pueblo en un período de transición sin consultarlo, sin embargo apoyaba la democracia intrapartidaria.  El último principio, “socialismo”, no significaba el socialismo tal como se define en Occidente, sino más bien una forma única de socialismo árabe. Según el pensamiento baazista, el socialismo se originó bajo el gobierno del profeta Mahoma. La interpretación original del socialismo árabe no respondió a preguntas sobre la igualdad económica o sobre cuánto control estatal era necesario, sino que se centró en liberar a la nación árabe y a su pueblo de la colonización y la opresión en general.

### El Baaz de transición: 1960-1964

#### Regionalistas versus nacionalistas
Tras el fracaso de la República Árabe Unida (RAU), una unión de Egipto y Siria, el Partido Baaz se dividió en dos facciones principales: los regionalistas y los nacionalistas (panárabes).  Cuando la unión con Egipto colapsó, el Partido Baaz quedó en una posición difícil, ya que el partido todavía buscaba la unidad árabe pero no se oponía a la disolución de la RAU y no quería buscar otra unión con Egipto bajo el gobierno de Gamal Abdel Nasser.  Sin embargo, al ser un partido unionista, sus dirigentes no pudieron manifestar su posición sobre esta cuestión.  El resultado final fue que los nacionalistas proárabes dentro del Partido Baaz se convirtieron en nasseristas comprometidos, mientras que los nacionalistas árabes más moderados fundaron el partido pro-nasserista Unionistas Socialistas. Un tercer grupo, liderado por personas desencantadas tanto con Nasser como con el período de la unión, permaneció en el Partido Baaz pero dejó de creer en la viabilidad del panarabismo.  El 21 de febrero de 1962, el Comando Nacional emitió una nueva política respecto del proyecto panárabe mencionando primero los éxitos y fracasos de la RAU, pero terminando la declaración pidiendo el restablecimiento de la RAU como una unión federal descentralizada con el Egipto de Nasser. Muchos miembros de base se opusieron a este cambio de política, y muchos de ellos estaban desencantados con el panarabismo y con el continuo gobierno del partido Aflaq.
Cuando se restableció la rama regional siria, la mayoría de sus miembros en las provincias eran de origen comunal: drusos, alauitas o ismaelitas.  Los miembros provinciales del partido no fueron informados de la disolución de la Sección Regional Siria, lo que de hecho rompió la línea de comunicación con las secciones provinciales y el Comando Nacional.  Si bien es cierto que en 1962 los regionalistas apoyaron el lema adoptado en el V Congreso Nacional, "la renovación de la unión con Egipto tomando nota de los errores pasados", trataron ese lema como un eslogan de propaganda más que como un objetivo factible.

#### La "vía árabe al socialismo"
La desilusión que sentían los miembros del partido con respecto al proyecto panárabe condujo a la radicalización de la interpretación del socialismo por parte del partido.  Yasin al-Hafiz, exmiembro del Partido Comunista Sirio, fue uno de los primeros en impulsar la radicalización del partido.  Aunque no se oponía al proyecto panárabe, quería convertir el concepto de socialismo árabe en una ideología socialista científica y revolucionaria que adaptara el marxismo a las condiciones locales.  Jamal al-Atassi, que había sido un socialista moderado durante la mayor parte de su vida, pidió en 1963 la renuncia al socialismo árabe y la adopción de un "concepto virtualmente marxista del socialismo", afirmando que la lucha de clases era la fuerza motriz de la sociedad.
Hammud al-Shufi se convirtió en el líder de la facción marxista del partido durante su breve período como Secretario Regional Sirio, literalmente el jefe de la Organización Regional Siria. Shufi pudo, debido a su posición como jefe del Buró de Organización del Comando Regional, reclutar a varios miembros marxistas o con tendencias marxistas para la cima de la jerarquía del partido regional sirio. Los socialistas radicales liderados por Ali Salih al-Sadi tomaron el control de la rama regional iraquí en 1963, lo que llevó a la radicalización oficial de la ideología del partido.
Los delegados al VI Congreso Nacional eligieron un Comité de Ideología que fue responsable de redactar una carta sobre la ideología del partido. El resultado final fue el documento Puntos de partida.  El documento, aprobado por el VI Congreso Nacional, relegó la unidad árabe a un papel secundario y dio prominencia al socialismo. Los conceptos marxistas se usaban indistintamente junto con los baazistas; sin embargo, el documento se mostraba reacio a admitir explícitamente que ciertas ideas eran de origen marxista. El VI Congreso Nacional tomó prestados principios marxistas-leninistas clave como la " democracia popular" y enfatizó la necesidad de una vanguardia socialista para:

"desempeñar el papel de mediador y líder (aunque sea en el poder) que actúa para dirigir el camino de las masas hacia el futuro socialista de manera científica y en un estilo democrático".

Si bien los Puntos de Partida no supusieron una ruptura con la ideología tradicional del partido, criticaron a la vieja guardia del partido por dar primacía a la unidad árabe sobre el socialismo y por su fracaso en convertir al Baazismo en una teoría integral.  Aunque los documentos dicen que la unidad árabe es progresista, el motivo por el cual es importante ha cambiado.  El documento afirmaba: "La unidad árabe es una base indispensable para la construcción de una economía socialista ".  Aflaq también creía que la unidad árabe era sólo un objetivo intermedio, pero estaba en el centro del Baazismo clásico.  En los Puntos de Partida, a pesar de no enunciarse con firmeza, el objetivo de crear una sociedad socialista parecía ser a la vez un objetivo inmediato y el objetivo principal del partido. 
El concepto de socialismo árabe, acusado de ser estrecho de miras y nacionalista, fue reemplazado por el concepto de "vía árabe al socialismo".  Los Puntos de Partida criticaron la visión clásica baazista sobre la propiedad privada. Los baazistas clásicos apoyaban la propiedad privada como una forma de reclutar en el partido a muchos elementos pequeñoburgueses. El documento exigía la nacionalización de los niveles directivos de la economía, la incorporación lenta de la pequeña burguesía a la economía socialista y la eliminación de la burguesía nacional y sus clases aliadas. Para proteger al partido de convertirse en uno que apoye al capitalismo de Estado, la economía socialista estaría controlada por un partido de vanguardia junto con la participación popular de las masas trabajadoras. Las principales políticas de la "vía árabe al socialismo" incluyeron:

La nacionalización de las principales ramas de la economía con la participación de las masas trabajadoras en la dirección de la economía y la creación de granjas colectivas para realizar la revolución necesaria para los campesinos... El Congreso estipuló que los cambios debían ser dirigidos por una "vanguardia revolucionaria", con el objetivo final de establecer una "democracia popular" que garantizara la libertad a las clases que constituyen el verdadero pueblo y asegurara el rápido desarrollo del país. Este régimen debía centrarse en el partido, dirigir las organizaciones y consejos populares y funcionar según el principio del " centralismo democrático "

#### Postura sobre la religión
El secularismo militante fue enfatizado en el manifiesto "Declaración de Principios" publicado por el partido Ba'ath en 1960; el cual declaró que la "política educativa" del partido era construir una "nueva generación de árabes que crean en la unidad de la nación y la eternidad de su misión". El manifiesto también afirmaba que esta futura generación baasista estaría "comprometida con el pensamiento científico, libre de las ataduras de la superstición y las costumbres retrógradas" y reemplazaría la religión por el nacionalismo árabe como su sistema de creencias.

### Neobaasismo: 1964-1966
El neobaasismo se refiere a los dramáticos cambios que se manifestaron en la ideología baasista entre 1960 y 1964, y a la toma de control de la Rama Regional Siria y del Comando Nacional por parte del Comité Militar en el período de 1964 a 1966.  El VI Congreso Nacional significó la toma del partido por una izquierda antimilitarista, que se oponía tanto a los líderes tradicionales del Comando Nacional como a los pragmáticos del Comité Militar. Cuando la izquierda antimilitarista pidió democracia popular, ninguna participación de los militares en la política nacional y la lucha popular, el Comité Militar comenzó a preocuparse. En 1965, el presidente baazista Amin al-Hafiz impuso las políticas socialistas adoptadas en el VI Congreso Nacional: nacionalizó completamente la industria siria y vastos segmentos del sector privado y estableció una economía de comando centralizada.
En 1965, los izquierdistas antimilitaristas comenzaron a “difundir rumores sobre el carácter derechista de la junta militar [el Comité Militar] dentro del partido y sus esfuerzos subversivos para engullirla. No había un solo oficial en el partido que no fuera acusado de conspiración y tendencias reaccionarias”.  En colaboración con el Comando Nacional, el Comité Militar logró expulsar a la izquierda antimilitarista del partido en el 7º Congreso Nacional.  El Comité Militar, que ahora controlaba la rama regional siria, tomó el control del Partido Baaz en el golpe de estado de 1966.  El comité militar acusó a la Vieja Guardia de diluir la ideología socialista y de dejar de lado el "liderazgo colectivo". Según el experto en Oriente Medio Avraham Ben-Tzur, "el [neo]Baaz en su última variante es un aparato burocrático encabezado por los militares, cuya vida diaria y rutina están determinadas por la rígida opresión militar en el frente interno y la ayuda militar [soviética, entre otras]". 

## Sucursales regionales

### Irak
Fuad al-Rikabi fundó la rama regional iraquí en 1951 o 1952. Hay quienes remontan la fundación de la rama a Abd ar Rahman ad Damin y Abd al Khaliq al Khudayri en 1947, después de su regreso del 1er Congreso Nacional, que se celebró en Siria.  Otra versión es que la rama fue fundada en 1948 por Rikabi y Sa'dun Hamadi, un musulmán chiita. Sin embargo, Efraim Karsh e Inari Rautsi sostienen que la Rama Regional se estableció en la década de 1940, pero que recibió el reconocimiento oficial como Rama Regional del Partido Baath en 1952 por parte del Comando Nacional. Lo que es seguro es que Rikabi fue elegido primer Secretario Regional de la Rama Regional en 1952.
Al principio, el partido estaba compuesto en su mayoría por musulmanes chiitas, ya que Rikabi reclutaba partidarios principalmente entre sus amigos y familiares, pero poco a poco pasó a estar dominado por los sunitas. La rama regional y otros partidos de inclinación panárabe tuvieron dificultades para reclutar miembros chiitas.  La mayoría de los chiitas consideraban la ideología panárabe como un proyecto sunita, ya que la mayoría de los árabes son sunitas.
En el momento de la Revolución del 14 de julio de 1958, que derrocó a la monarquía hachemita, la rama regional tenía 300 miembros. La rama regional iraquí apoyó el gobierno de Abd al-Karim Qasim con el argumento de que éste buscaría el ingreso de Iraq a la República Árabe Unida. De los 16 miembros del gabinete de Qasim, 12 eran miembros de la rama regional.  Después de tomar el poder, Qasim cambió su posición sobre la RAU, volviendo a la antigua "política de Irak primero".  Este giro desagradó a la Rama Regional y a otros grupos nacionalistas árabes.  Debido a su cambio de política, la Rama Regional reunió a un grupo, liderado por Saddam Hussein, que intentó pero fracasó en asesinar a Qasim.
La rama regional tomó el poder en la Revolución del Ramadán. El golpe fue encabezado por el miembro destacado de la rama regional Ahmed Hassan al-Bakr. Los conspiradores nombraron a Abdul Salam Arif, un nasserista, como presidente, mientras que al-Bakr fue nombrado primer ministro del país. Sin embargo, el poder real estaba en manos de Ali Salih al-Sadi, el secretario regional de la filial. Después de tomar el poder, la rama regional, a través de su milicia, la Guardia Nacional, inició lo que el experto iraquí Con Coughlin denominó una "orgía de violencia" contra elementos comunistas y de izquierda. Estas medidas represivas, sumadas al faccionalismo dentro de la rama regional, llevaron al golpe de Estado iraquí de noviembre de 1963 por parte del presidente Arif y sus partidarios nasseristas.  El experto en Irak Malik Mufti cree que Aflaq puede haber apoyado el golpe de Arif porque debilitó la posición de al-Sadi dentro del partido y fortaleció la suya propia.  El golpe obligó a la filial a pasar a la clandestinidad.  Debido al golpe, varios dirigentes baasistas fueron encarcelados, como al-Bakr y Saddam. A pesar de ello, la rama regional eligió a al-Bakr como secretario regional en 1964. 

### Jordania
Tras la creación del partido en Siria, las ideas baazistas se difundieron por todo el mundo árabe. En Jordania, el pensamiento baazista se extendió por primera vez a la Ribera Oriental a finales de la década de 1940, sobre todo en las universidades. Aunque la rama regional no se formó hasta 1951, se celebraron varias reuniones en las universidades donde tanto estudiantes como profesores discutían el pensamiento baazista.  A pesar de que la ideología era muy popular, pasó tiempo antes de que se estableciera la Rama Regional real.  Un grupo de profesores estableció la Sección Regional en la ciudad de Al-Karak. Al principio, la clínica propiedad de Abd al-Rahman Shuqyar se utilizó como lugar de reunión de la sucursal.  Bahjat Abu Gharbiyah se convirtió en el primer miembro de la Sección Regional en Cisjordania, y por lo tanto asumió la responsabilidad de construir la organización del partido en la zona como secretario de la sección en Cisjordania, y por lo tanto era responsable en esa zona.  En Cisjordania, la rama fue más activa en las ciudades de Jerusalén y Ramallah.
El primer Congreso Regional se celebró en 1951 en la casa de Abdullah Rimawi. El congreso trazó el "futuro rumbo del partido". Al año siguiente se celebró el II Congreso Regional, esta vez en la casa de Abdallah Na'was. Se eligió un Comando Regional y se nombró a Rimawi como Secretario Regional de la filial.  Shugyar, Gharbiyah y Na'was aceptaron servir en el Comité Central de la Rama Regional.  Rimawi y Na'was, su adjunto, demostraron ser líderes eficaces. Poco después del Segundo Congreso Regional, la filial lanzó una exitosa campaña de reclutamiento en barrios y ciudades de Jordania y Palestina.  El 28 de agosto de 1956 la sucursal fue legalizada por un Tribunal Superior.
Tanto Rimawi como Na'was fueron elegidos para el Parlamento en las elecciones de 1950 y 1951 como independientes (la rama no era un partido legal en ese momento). En las elecciones de 1951, la rama logró elegir tres miembros para el parlamento. Rimawi pudo conservar su escaño en el parlamento hasta las elecciones de 1956. Ninguna de estas elecciones puede considerarse democrática. Shuqyar, durante las elecciones de 1951, fue encarcelado por las autoridades porque sus opiniones fueron consideradas demasiado radicales. Menos de un mes antes del día de las elecciones, la Embajada británica en Ammán había estimado que Shuqyar obtendría una victoria fácil.  Sin embargo, debido a la naturaleza antidemocrática de la elección, Shuqyar no fue elegido. Como lo demostrarían los patrones de votación, los votantes que votaron por candidatos baasistas vivían en Irbid y Amán, en la Ribera Oriental, y en Jerusalén y Nablus, en la Ribera Occidental.
Durante su exilio impuesto por el gobierno al sur de Jordania, Shuqyar utilizó su tiempo libre leyendo literatura marxista y leninista. Aunque nunca se convirtió en comunista, Shuqyar comenzó a apoyar los conceptos comunistas. A su regreso del exilio, intentó persuadir a la Sección Regional para que se uniera a un frente electoral con el Partido Comunista Jordano. Sin embargo, los líderes de la rama regional Rimawi, Na'was, Gharbiyah y Munif al-Razzaz se opusieron a tal idea y, debido a ello, Shuqyar abandonó el Partido Ba'ath.
Rimawi y Na'was fueron elegidos para el Comando Nacional en el Segundo Congreso Nacional (celebrado en 1952).  En el 6º y 7º Congreso Nacional, la Rama Regional eligió a Razzaz para el Comando Nacional.

### Libano
La rama regional libanesa se formó entre 1949 y 1950.  Durante la existencia de la UAR, la rama regional se dividió en dos facciones: los que apoyaban a Nasser y los que se oponían a él. Sin embargo, en abril de 1960, la RAU negó al órgano regional As Sahafäh el acceso a Siria, gobernada por la RAU.
La rama regional era más fuerte en la ciudad de Trípoli. En las elecciones de 1960, Abd al-Majid al-Rafei se quedó a pocos votos de ser elegido para el Parlamento. Sin embargo, un problema persistente para él durante su campaña electoral fue la crítica vocal hacia él y la rama regional por parte del Partido Comunista Libanés .  En Trípoli, los comunistas apoyaron la candidatura de Rashid Karami, para asegurarse una victoria de la sección regional.  El 17 de julio de 1961, un grupo de baazistas rivales liderados por Rimawi abrió fuego contra varios miembros de la rama regional.
Durante los años de la UAR, las mismas líneas faccionales que se desarrollaron en la rama regional siria llegaron a la rama regional libanesa. En el IV Congreso Nacional (celebrado en el Líbano), al que asistieron principalmente delegados que representaban al Líbano, se aprobaron varias resoluciones con un marcado tono anti-Nasser.  Al mismo tiempo, las críticas a Aflaq y Bitar fueron severas, tanto por su historial de liderazgo como por su ideología. Se aprobó una resolución que establecía que los líderes del partido (Aflaq y al-Bitar, entre otros) habían entrado demasiado apresuradamente en una unión con Egipto, habían disuelto erróneamente la rama regional siria en 1958 y habían dado primacía al panarabismo cuando el socialismo era más importante. La resolución también afirmó la necesidad de utilizar una lente más marxista que baazista para analizar la situación actual, y la necesidad de que el partido fortalezca sus posiciones entre los trabajadores, campesinos, artesanos y comerciantes. Debido a la posición de la rama regional libanesa, Aflaq invitó al 5º Congreso Nacional a suficientes delegados de la rama regional iraquí para neutralizar a los delegados libaneses. Sin embargo, al mismo tiempo, la rama regional libanesa se opuso a Hawrani y su facción.  En el VI Congreso Nacional, la rama regional libanesa eligió a Jubrän Majdalani y Khalid al-Ali para el Comando Nacional.
En el 7º Congreso Nacional, el Comando Nacional, en colaboración con el Comité Militar, eliminó de los puestos de liderazgo a izquierdistas, como los que se encontraban en la Rama Regional Libanesa, y los expulsó del partido en los casos más graves.  La rama regional libanesa logró elegir a tres miembros para el Comando Nacional en el 7º Congreso Nacional: Majdalani, al-Ali y Abd al-Majid Rafi.

### Libia
La Sección Regional fue fundada en la década de 1950  por Amr Taher Deghayes. El Baazismo fue una fuerza política importante en Libia tras el establecimiento de la República Árabe Unida. Muchos intelectuales se sintieron atraídos por la ideología Baazista durante los últimos años del Reino de Libia. Sin embargo, con la ayuda de la propaganda nasserista, varios baazistas cambiaron de afiliación y se convirtieron en nasseristas. El crecimiento de estas ideologías panárabes preocupó al gobierno, lo que llevó al encarcelamiento de varios oficiales militares nasseristas y baazistas a principios de los años sesenta.  Los baazistas fueron acusados de trabajar para derrocar "el sistema político, económico y social" del Reino; las sentencias iban desde todo castigo hasta ocho meses o dos años.  En 1964, la Rama Regional Libia sólo había logrado establecer un nivel por debajo del Comando Regional: el nivel de rama. El especialista sirio John Devlin estimó que la rama regional libia tenía entre 50 y 150 miembros en 1964. 

### Siria
La política siria dio un giro dramático en 1954 cuando el gobierno militar de Adib Shishakli fue derrocado y se restableció el sistema democrático. El Baath, ahora una organización grande y popular, ganó 15 de los 142 escaños parlamentarios en las elecciones sirias de ese año, convirtiéndose en el segundo partido más grande en el parlamento. Aparte del Partido Comunista Sirio (PCS), el Partido Baaz fue el único partido capaz de organizar protestas masivas entre los trabajadores.  El partido fue apoyado por la intelectualidad debido a su postura proegipcia y antiimperialista junto con su defensa de la reforma social.
El Baaz se enfrentó a una competencia considerable de competidores ideológicos, en particular el Partido Social Nacionalista Sirio (SSNP), que apoyaba el establecimiento de una Gran Siria. El principal adversario del Partido Baaz era el SCP, cuyo apoyo a la lucha de clases y al internacionalismo era un anatema para el Baaz. Además de la competencia a nivel parlamentario, todos estos partidos (así como los islamistas) compitieron en actividades a nivel de calle y buscaron reclutar apoyo entre los militares.
A finales de 1957, el SCP logró debilitar al Partido Baath hasta tal punto que éste redactó un proyecto de ley en diciembre que pedía una unión con Egipto, una medida que resultó muy popular. La dirección del Baath disolvió el partido en 1958, apostando a que la ilegalización de ciertos partidos perjudicaría más al SCP que al Baaz.

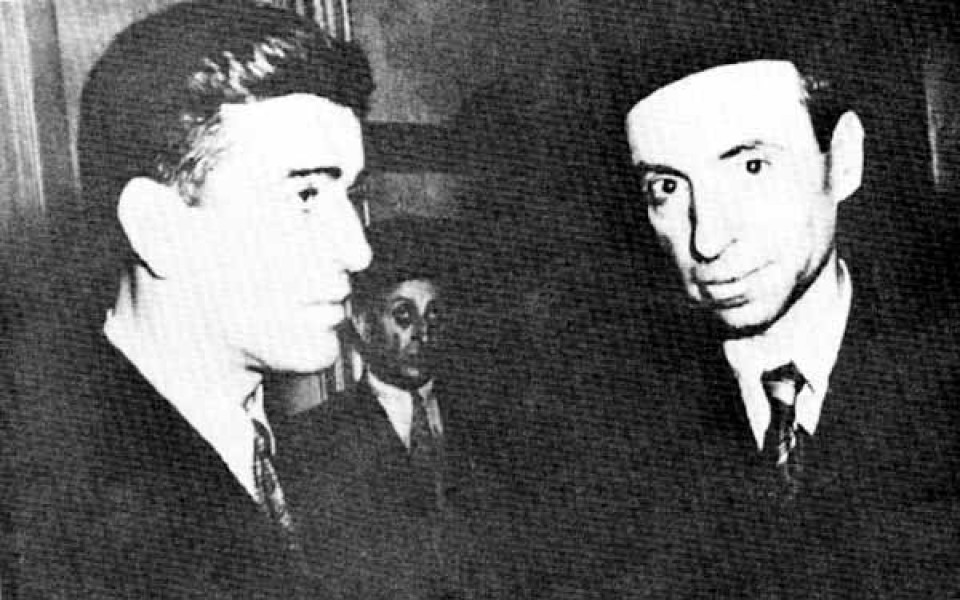
Akram al-Hawrani (izquierda) con Michel Aflaq, 1957.

Un golpe militar en Damasco en 1961 puso fin a la RAU. Dieciséis políticos destacados firmaron una declaración apoyando el golpe, entre ellos al-Hawrani y Salah al-Din al-Bitar (quien más tarde se retractó de su firma).  Tras la disolución de la UAR, el Partido Baaz se restableció en el congreso de 1962.  El Comité Militar no se mostró ante el ala civil del partido en este congreso.  Durante el congreso, Aflaq y el Comité Militar, a través de Muhammad Umran, hicieron contacto por primera vez; el comité pidió permiso para iniciar un golpe de estado; Aflaq apoyó la conspiración.
Tras el éxito de la Revolución del Ramadán, liderada por la rama regional iraquí del Partido Baaz, el Comité Militar se reunió apresuradamente para tramar un golpe de estado contra la presidencia de Nazim al-Kudsi .  La Revolución del 8 de marzo tuvo éxito y se estableció un gobierno baazista en Siria.  La primera orden de los conspiradores fue establecer el Consejo Nacional para el Comando Revolucionario (CNRC), integrado enteramente por baazistas y nasseristas, y controlado desde el principio por personal militar en lugar de civiles.
El ala civil se vio plagada de luchas internas entre la facción socialista radical y la moderada, mientras que el ejército se mantuvo más unificado. Sea como fuere, el Comando Regional Sirio fue acumulando lentamente sus poderes debilitando al Comando Nacional. Todo esto llegó a un punto crítico en el golpe de Estado sirio de 1966. 
El partido suspendió oficialmente e indefinidamente todas sus actividades en Siria el 11 de diciembre de 2024, tras la caída del régimen de Assad.

### Otros
Tras la fundación del Partido Baaz, se establecieron filiales regionales en Kuwait, Arabia Saudita y Omán.  No mucho después estableció sucursales en Yemen del Norte y Yemen del Sur. En Túnez se creó una filial regional en la década de 1950, pero estuvo obligada a permanecer en la clandestinidad durante gran parte de su existencia. Las filiales regionales saudíes eligieron a Ali Ghannäm para representarlas en el 7º Comando Nacional. Aunque actualmente se desconoce de qué lado se puso el Baaz saudí después de la división de 1966, publicó un periódico, Sawt al-Tal'iyya, entre 1973 y 1980. Fue un ardiente crítico de la familia real saudí y del imperialismo estadounidense. La mayoría de sus miembros eran musulmanes chiitas. A finales de 1963 se estaban creando células Baas en Sudán, e incluso había rumores de que se había creado una célula Baas en Egipto.  En 1988 se creó en Argelia una rama regional del Partido Baaz, tras el fin del sistema de partido único.